# Robby Ginepri
Robby Ginepri (* 7. října 1982, Fort Lauderdale, Florida, Spojené státy americké) je bývalý americký profesionální tenista. Ve své kariéře vyhrál 3 turnaje ATP ve dvouhře.

## Finálové účasti na turnajích ATP (4)

### Dvouhra - výhry (3)
| Legenda                                                       |
| ATP International Series Gold / ATP World Tour 500 Series (0) |
| ATP International Series / ATP World Tour 250 Series (3)      |

| Stav  | Č. | Datum             | Turnaj            | Povrch | Soupeř ve finále | Výsledek finále      |
| ----- | -- | ----------------- | ----------------- | ------ | ---------------- | -------------------- |
| Vítěz | 1. | 13. červenec 2003 | Newport, USA      | tráva  | Jürgen Melzer    | 6-4, 6-73, 6-1       |
| Vítěz | 2. | 24. červenec 2005 | Indianapolis, USA | tvrdý  | Taylor Dent      | 4-6, 6-0, 3-0, skreč |
| Vítěz | 3. | 26. červenec 2009 | Indianapolis, USA | tvrdý  | Sam Querrey      | 6-2, 6-4             |

### Čtyřhra - prohry (1)
| Legenda                                                  |
| ATP International Series / ATP World Tour 250 Series (1) |

| Č. | Datum             | Turnaj            | Povrch | Partner     | Vítězové             | Výsledek       |
| 1. | 27. červenec 2003 | Indianapolis, USA | tvrdý  | Diego Ayala | Mario Ančić Andy Ram | 6-2, 6-73, 5-7 |

## Davisův pohár
Robby Ginepri se zúčastnil 1 zápasu v Davisově poháru  za tým Spojených států amerických s bilancí 2-0 ve dvouhře.

## Postavení na žebříčku ATP na konci sezóny

### Dvouhra
| Rok    | 2000  | 2001   | 2002   | 2003  | 2004  | 2005  | 2006  | 2007   | 2008  |
| Pořadí | 1247. | ▲ 207. | ▲ 106. | ▲ 30. | ▼ 61. | ▲ 17. | ▼ 51. | ▼ 132. | ▲ 51. |

### Čtyřhra
| Rok    | 2000  | 2001   | 2002   | 2003   | 2004   | 2005   | 2006   | 2007   | 2008    |
| Pořadí | 1177. | ▲ 317. | ▼ 480. | ▲ 135. | ▼ 394. | ▲ 189. | ▼ 388. | ▲ 365. | ▼ 1050. |